# Nedra Tyre
Nedra Tyre (* 1921 in Offerman, Pierce County, Georgia; † 1990 in Richmond, Virginia) war eine US-amerikanische Bibliothekarin und Schriftstellerin.
Tyre studierte u. a. Englische Literatur an der Emory University (Atlanta) und konnte dieses Studium mit einer Arbeit über Mrs. Gaskell 1940 erfolgreich abschließen. Anschließend arbeitete sie einige Zeit als Buchhändlerin und später dann auch als Bibliothekarin.
Bereits während ihres Studiums versuchte sie sich an literarischen Texten und bald nach Ende des Zweiten Weltkriegs konnte sie mit einem Kriminalroman erfolgreich debütieren.
1990 starb Nedra Tyre in Richmond und fand dort auch ihre letzte Ruhestätte.

## Werke (Auswahl)
Bücher
- Death is a lover. Mercury Publ., New York 1955 (früherer Titel Mouse in eternity).
- Death of an intruder. A tale of horror in three parts. Knopf, New York 1953.
- Everyone suspect. Macmillan, New York 1964.
- Hall to nowhere. Knopf, New York 1954.
- Journey to nowhere. Knopf, New York 1954.
- Red wine first. Simon & Schuster, New York 1947.
- Twice so far. 1971.
- The works of Mrs. Gaskell. University Press, Atlanta, Ga. 1940.

Erzählungen
- Carnival day. In: Marcia Muller u. a. (Hrsg.): Child's ploy. An anthology of mystery and suspense. Macmillan, New York 1984, ISBN 0-02-599250-3.
- A nice place to stay. In: Elizabeth George (Hrsg.): A moment on the edge. 100 years of crime stories of women. HarperCollins, New York 2004, ISBN 978-0-06-058821-2.
- Reflections on murder. In: Marcia Muller u. a. (Hrsg.): Chapter and hearse. Suspense stories about the world of books. Morrow Press, New York 1985, ISBN 0-688-04184-1.